# Wisser Bach
Der Wisser Bach ist ein knapp 26 km langer Mittelgebirgsbach, der bei Wissen von Norden und von rechts in die Sieg mündet. Er verläuft im nordrhein-westfälischen Oberbergischen Kreis und im rheinland-pfälzischen Landkreis Altenkirchen.

## Name
Der Bach wurde im Jahr 1464 als „die Wyssen“ schriftlich erwähnt. Die Orts- und Gewässernamen waren entsprechend ursprünglich identisch. Vermutlich besteht ein etymologischer Zusammenhang mit dem indogermanischen Verb *u̯eis- „fließen“.

## Geographie

### Verlauf
Die Quelle des Wisserbachs liegt bei Friesenhagen im Wildenburger Land auf einer Höhe von 350 m ü. NHN.
Er durchfließt zunächst in westlicher Richtung Friesenhagen, nimmt dann von rechts den Wildenburger Bach auf und wechselt dann seine Laufrichtung nach Süden. Bei Steeg fließt er südwestwärts und passiert dann die Grenze von Rheinland-Pfalz nach Nordrhein-Westfalen.
Die Wisser läuft in westlicher Richtung am Südrand von Morsbach entlang und wird dort auf ihrer rechten Seite vom Ellinger Bach gespeist. Sie schwenkt dann nach Südwesten und wird beim Morsbacher Ortsteil Heide auf ihrer rechten Seite vom Zielenbacher Bach gestärkt. Sie durchfließt die Morsbacher Ortsteile Bitze und Niederdorf, wechselt dann auf Südkurs und läuft östlich an die Morsbacher Ortsteile Rhein und Eugenienthal vorbei. Sie schlägt dann einen Bogen und zieht dabei an Ritterseifen und Volperhausen vorbei. Kurz danach wechselt sie wieder nach Rheinland-Pfalz hinüber.
Sie fließt nun nach Süden und wird dann beim Wissener Weiler Ellingshagen auf der linken Seite vom Lauberbach verstärkt.
Sie erreicht Wissen, wo ihr auf ihrer linken Seite der Brölbach zufließt und kurz darauf mündet sie schließlich auf einer Höhe von 149 m ü. NHN von rechts in die Sieg.
Der 25,9 km lange Lauf des Wisser Bachs endet ungefähr 196 Höhenmeter unterhalb seiner Quelle, er hat somit ein mittleres Sohlgefälle von etwa 7,6 ‰.

### Einzugsgebiet
Das 130,0 km² große Einzugsgebiet des Wisserbachs liegt im Nördlichen Mittelsieg-Bergland und wird durch ihn über die Sieg und den Rhein zur Nordsee entwässert. Der Großteil des Wildenburger Landes liegt geographisch im Einzugsgebiet des Wisserbaches. Im Uhrzeigersinn grenzt das Einzugsgebiet des Wisserbachs am Einzugsgebiet von Bigge (nördlich), Asdorf (östlich), Lotterbach und Gotterbach (südöstlich), Holper Bach (westlich) sowie Agger (nordwestlich).

### Zuflüsse
Wichtigster Nebenbach des Wisserbachs ist der linke Brölbach, der kurz vor der Mündung in die Sieg mit diesem zusammenfließt, knapp die Hälfte von dessen eigener Länge hat und etwa ein Viertel zu dessen Einzugsgebiet beiträgt.
| Stat. in km | Name                 | GKZ        | Lage   | Länge in km | EZG in km² | MQ in l/s | Mündung Koordinaten                             | Mündungshöhe in m ü. NHN |
| ----------- | -------------------- | ---------- | ------ | ----------- | ---------- | --------- | ----------------------------------------------- | ------------------------ |
| 024,80      | Gerndorfgraben       | 27258-112  | links0 | 000,3000    | 0000,130   |           | südwestlich von Friesenhagen-Gerndorf           | 30000000                 |
| 024,50      | Mehbach              | 27258-12   | links0 | 000,9000    | 0000,440   |           | südöstlich von Friesenhagen                     | 29300000                 |
| 023,60      | Strahlenbach         | 27258-192  | rechts | 000,9000    | 0000,780   |           | in Friesenhagen                                 | 27600000                 |
| 023,20      | Mühlenseifen         | 27258-194  | links0 | 000,5000    | 0000,300   |           | in Friesenhagen-Mühlenhof                       | 27200000                 |
| 021,80      | Wildenburger Bach    | 27238-2    | rechts | 005,8000    | 0016,220   |           | südwestlich von Friesenhagen                    | 25400000                 |
| 020,90      | Waldbach             | 27238-312  | links0 | 000,9000    | 0000,360   |           | südlich von Friesenhagen-Staade                 | 24900000                 |
| 020,80      | Schmalenbach         | 27238-314  | rechts | 001,9000    | 0001,980   |           | nordöstlich von Friesenhagen-Schmalenbachmühle  | 24900000                 |
| 020,10      | Solbach              | 27238-32   | links0 | 003,1000    | 0003,050   |           | westsüdwestlich von Friesenhagen-Gösingen       | 24100000                 |
| 019,20      | Dernbach             | 27238-332  | links0 | 002,8000    | 0003,720   |           | in Friesenhagen-Steegerhütte                    | 23800000                 |
| 019,00      | Beienbach            | 27238-34   | rechts | 003,2000    | 0002,530   |           | in Friesenhagen-Steeg                           | 23700000                 |
| 018,40      | Bach aus dem Gebüsch | 27238-3512 | links0 | 000,3000    | 0000,110   |           | westlich von Friesenhagen-Dernbach              | 23400000                 |
| 018,20      | Engelbertsseifen     | 27238-3514 | rechts | 002,2000    | 0001,340   |           | südöstlich von Friesenhagen-Wasserhof           | 23200000                 |
| 017,80      | Wassermühlgraben     | 27238-352  | links0 | 001,3000    | 0000,970   |           | östlich von Friesenhagen-Wassermühle            | 22900000                 |
| 017,00      | Sommerhardtseifen    | 27238-354  | rechts | 001,8000    | 0000,770   |           | nordöstlich von Friesenhagen-Höferhof           | 22700000                 |
| 016,90      | Angsthardtseifen     | 27238-356  | links0 | 001,0000    | 0000,600   |           | östlich von Friesenhagen-Höferhof               | 22400000                 |
| 016,50      | Höferhofgraben       | 27238-3572 | rechts | 000,1000    | 0000,090   |           | südsüdwestlich von Friesenhagen-Höferhof        | 22300000                 |
| 016,50      | Burgbergseifen       | 27238-3574 | links0 | 001,0000    | 0000,450   |           | südsüdwestlich von Friesenhagen-Höferhof        | 22300000                 |
| 016,20      | Helmertseifen        | 27238-358  | rechts | 001,4000    | 0000,720   |           | südlich von Friesenhagen-Helmert                | 22300000                 |
| 016,00      | Waldbach             | 27238-3592 | rechts | 000,6000    | 0000,240   |           | südwestlich von Friesenhagen-Helmert            | 22300000                 |
| 014,40      | Stentenbach          | 27238-3594 | links0 | 001,1000    | 0000,700   | 0014,610  | südlich von Morsbach-Schlechtingen              | 21100000                 |
| 014,10      | Feiersiefen          | 27238-3596 | links0 | 000,7000    |            |           | südlich von Schlechtingen                       | 21000000                 |
| 014,00      | Buchsiefen           | 27238-3598 | links0 | 000,7000    |            |           | südwestlich von Schlechtingen                   | 20700000                 |
| 013,50      | Warnsbach            | 27238-36   | rechts | 003,6000    | 0003,290   | 0077,130  | in Morsbach-Niederwarnsbach                     | 20500000                 |
| 012,80      | Ellinger Bach        | 27238-4    | rechts | 007,0000    | 0016,310   | 0395,650  | in Morsbach                                     | 20100000                 |
| 012,60      | Eversiefen           | 27238-5?   | links0 | 000,6000    |            |           | südwestlich von Morsbach                        | 20200000                 |
| 011,70      | Rossenbach           | 27238-512  | rechts | 002,0000    | 0001,290   | 0028,380  | in Morsbach                                     | 19600000                 |
| 011,20      | Zielenbacher Bach    | 27238-52   | rechts | 004,7000    | 0004,950   | 0108,190  | bei Morsbach-Heide                              | 19400000                 |
| 010,90      | Niederdorfer Bach    | 27238-532  | links0 | 001,0000    | 0000,530   | 0010,490  | bei Morsbach-Niederdorf                         | 19200000                 |
| 010,80      | N.N.                 | 27238-534  | rechts | 000,6000    | 0000,220   | 0004,380  | bei Morsbach-Bitze                              | 19200000                 |
| 009,60      | Siedenbergsiefen     | 27238-536  | links0 | 001,2000    | 0000,520   | 0010,500  | in Morsbach-Eugenienthal                        | 18700000                 |
| 009,40      | Dellensiefen         | 27238-53?  | links0 | 000,7000    |            |           | am Südrand von Eugenienthal                     | 18600000                 |
| 009,10      | Buchenhainsiefen     | 27238-53?  | links0 | 000,4000    |            |           | zwischen Eugenienthal und Morsbach-Ritterseifen | 18500000                 |
| 009,00      | Hölgenbach           | 27238-54   | rechts | 002,8000    | 0001,900   | 0038,410  | zwischen Eugenienthal und Ritterseifen          | 18400000                 |
| 008,70      | Dachskaulsseifen     | 27238-55?  | rechts | 000,5000    |            |           | in Ritterseifen                                 | 18400000                 |
| 008,20      | N.N.                 | 27238-592  | links0 | 001,0000    | 0000,820   | 0015,370  | bei Ritterseifen                                | 18000000                 |
| 008,10      | Volperhauser Bach    | 27238-59?  | links0 | 000,8000    |            |           | bei Morsbach-Volperhausen                       | 18000000                 |
| 007,50      | Euelsbach            | 27238-59?  | links0 | 000,7000    |            |           | südlich von Volperhausen                        | 17800000                 |
| 003,10      | Lauberbach           | 27238-6    | links0 | 003,5000    | 0010,250   |           | bei Wissen-Ellingshagen                         | 15800000                 |
| 000,10      | Brölbach             | 27238-8    | links0 | 011,7000    | 0034,830   |           | in Wissen                                       | 14800000                 |
| 000,00      | Wisserbach           | 27238      |        | 025,9000    | 0130,020   |           | bei Wissen                                      | 14700000                 |

Anmerkungen zur Tabelle
1. ↑  Reihenfolge von der Quelle zur Mündung. Die Längenangaben nach dem Fachinformationssystem ELWAS des Ministeriums für Umwelt, Naturschutz und Verkehr NRW (Hinweise) (bei Gewässern ohne GKZ wurden die Längen durch Eigenmessung auf ELWAS ermittelt) oder dem GeoExplorer der Wasserwirtschaftsverwaltung Rheinland-Pfalz (Hinweise), die Größe des Einzugsgebiets und nach ELWAS oder dem GeoExplorer WW (auf zwei Nachkommastellen gerundet), die Werte des mittleren Abflusses (MQ) nach ELWAS und die Höhenangaben nach  der Topografische Karte 1:25.000
2. ↑  Gewässerkennzahl, in Deutschland die amtliche Fließgewässerkennziffer mit zur besseren Lesbarkeit eingefügtem Trenner hinter dem Präfix, das einheitlich für den allen gemeinsamen Vorfluter Wisser Bach steht.
3. ↑  Beim Wasserportal: Dillenseifen
4. 1 2 3 4 5 6 7 8  Eigenmessung
5. ↑  Am Unterlauf: Morbach
6. ↑  Name nach Flurnamen Im Dachskaulsseifen
7. ↑  Name nach Flurnamen Euelsbacher Heidchen
8. ↑  Die Daten des Wisserbachs zum Vergleich